# Умберто ди Капуа
Умберто ди Капуа (на италиански: Umberto di Capua) е дипломат от Малтийския орден. Посланик в България от 2005 до 2007 г., а от 2016 г. в Монако.
Завършва електротехника. Работи в автомобилната индустрия, по-късно в банковия сектор.
Почетен доктор по икономика от Нюйоркския университет „Св. Йоан“ St. John.